# Bupleurum thianschanicum
Bupleurum thianschanicum là một loài thực vật có hoa trong họ Hoa tán. Loài này được Freyn mô tả khoa học đầu tiên năm 1896.